# Mszczonów (stacja kolejowa)
Mszczonów – stacja kolejowa w Mszczonowie, w województwie mazowieckim, w Polsce. Aktualnie nie obsługuje ruchu pociągów osobowych.